# Cambria (Illinois)
Cambria es una villa ubicada en el condado de Williamson en el estado estadounidense de Illinois. En el Censo de 2010 tenía una población de 1228 habitantes y una densidad poblacional de 338,67 personas por km².

## Geografía
Cambria se encuentra ubicada en las coordenadas 37°46′47″N 89°7′6″O / 37.77972, -89.11833. Según la Oficina del Censo de los Estados Unidos, Cambria tiene una superficie total de 3.63 km², de la cual 3.63 km² corresponden a tierra firme y (0%) 0 km² es agua.

## Demografía
Según el censo de 2010, había 1228 personas residiendo en Cambria. La densidad de población era de 338,67 hab./km². De los 1228 habitantes, Cambria estaba compuesto por el 96.34% blancos, el 1.38% eran afroamericanos, el 0% eran amerindios, el 0.24% eran asiáticos, el 0% eran isleños del Pacífico, el 0.49% eran de otras razas y el 1.55% pertenecían a dos o más razas. Del total de la población el 1.47% eran hispanos o latinos de cualquier raza.